# Era Axial
El filósofo alemán Karl Jaspers definió la Era Axial (el periodo que transcurre entre el 800 a. C. y el 200 a. C.) como la línea divisoria más profunda de la historia del hombre, durante la cual apareció la misma línea de pensamiento en tres regiones del mundo: China, India y Occidente. A partir de la Era Axial, las diferentes regiones de la Tierra no tuvieron ya un paralelismo semejante. Según Jaspers, lo humano, como lo conocemos hoy, nació entonces. No pudo vislumbrar ninguna conexión para este suceso, ni tampoco ninguna señal de interconexión entre los pueblos mediterráneos, la India y China en este periodo.

## Definición
Jaspers introdujo el concepto de la Era Axial en su libro Vom Ursprung und Ziel der Geschichte (The Origin and Goal of History), publicado en 1949. Dicha denominación toma el concepto de «eje» —de un sentido en la historia— del filósofo alemán G. W. F. Hegel.
La aparición simultánea de pensadores y filósofos en distintas partes del mundo había sido señalada por muchos autores desde el siglo XVIII, sobre todo por el francés experto en culturas indias Abraham Hyacinthe Anquetil-Duperron. Jaspers menciona en su obra a varios autores, entre los que se encuentran Victor von Strauß (1859) y Peter Ernst von Lasaulx (1870). Sin embargo, Jaspers no conocía la primera teoría de 1873 de John Stuart Stuart-Glennie y que Stuart-Glennie denominó "la revolución moral".
Stuart-Glennie y Jaspers afirmaron que la Era Axial debería verse como un hecho histórico empírico objetivo, independientemente de las consideraciones religiosas. Jaspers argumentó que, durante la Era Axial, "los cimientos espirituales de la humanidad se establecieron simultánea e independientemente en China, India, Persia, Judea y Grecia. Y estos son los cimientos sobre los que la humanidad todavía subsiste hoy".
Identificó una serie de pensadores clave —a los que se refirió como «personalidades paradigmáticas»— que habían tenido una profunda influencia en las filosofías y religiones futuras, e identificó características comunes a cada área de la que surgieron esos pensadores. Jaspers consideró esta época como única y con la que podría compararse el resto de la historia del pensamiento humano.

## Características de la Era Axial
1. El hombre se hace consciente de sí mismo y de sus limitaciones. Su anhelo es la salvación personal.
2. Intenta ganar esta salvación a través de la actividad reflexiva. Por primera vez en la historia, los filósofos aparecen en público. Surgen los conflictos filosóficos, nacidos del afán de convencer a los demás. Todo acaba en la discusión, la fractura y, finalmente, en el caos.
3. De este caos nacen todas las corrientes actuales de pensamiento.
4. Opiniones, modos de actuar y costumbres de los hombres son puestos en tela de juicio y, a la larga, cambian.

Todas estas características aparecen bajo las mismas circunstancias sociológicas: China, India y Occidente, constituido cada uno de ellos por pequeños estados, se enfrascan en luchas interminables. Los estudiantes van de ciudad en ciudad intercambiando ideas. Estos estudiantes eran los hombres sabios de la religión y los sistemas filosóficos.
En China, confucionismo, taoísmo, las escuelas de Mo-tzu, Zhuangzi, Lie Zi, entre otros.
En la India, brahmanismo, budismo y jainismo.
En Occidente, el zoroastrismo, los profetas del judaísmo como Elías, Isaías, Jeremías y, en Grecia, la sofística, la filosofía de Parménides, Heráclito, Platón, Tucídides y Arquímedes.
Todas estas corrientes surgieron de manera casi simultánea durante este periodo —con todo lo que supusieron para el futuro del hombre—, sin que ninguna tuviera contacto con las otras. Compartían diversas ideas o intuiciones novedosas, como el otorgar mayor validez a una relación directa y personal con los dioses —en detrimento de la mediación sacerdotal—, el reconocimiento de la importancia del individuo, énfasis en la conducta ética (perfeccionamiento espiritual), democratización del culto y los rituales, universalismo doctrinal —que acarreará un fuerte proselitismo (necesidad de conversión)—, importancia de ser iniciado y guiado por un maestro para adquirir sabiduría.

## Pensadores y movimientos
En China, las Cien Escuelas de Pensamiento (siglo VI a. C.) estaban en disputa y el confucianismo y el taoísmo surgieron durante esta era. Actualmente en esta área sigue teniendo una profunda influencia en la vida social y religiosa.
El zoroastrismo, otro de los ejemplos de Jaspers, es una de las primeras religiones monoteístas. Mary Boyce cree que influyó mucho en las religiones abrahámicas modernas con concepciones como el diablo, el cielo y el infierno. William W. Malandra y R. C. Zaehner, sugieren que Zoroastro pudo haber sido uno de los primeros contemporáneos de Ciro el Grande que vivió alrededor del 550 a. C. Boyce y otros destacados eruditos que alguna vez apoyaron fechas mucho más tempranas para Zaratustra/Zoroastro han cambiado recientemente su posición sobre el tiempo en que probablemente vivió, de modo que existe un consenso emergente con respecto a él como contemporáneo o casi contemporáneo de Ciro el Grande.
El jainismo propagó la religión de los sramanas (anteriores Tirthankaras) e influyó en la filosofía india al proponer los principios del ahimsa (la no violencia), el karma, la samsara y el ascetismo. Mahavira (24º Tirthankara en el siglo V a. C.), contemporáneo del Buda, vivió durante esta época.
El budismo, también de la tradición sramana de la India, fue otra de las filosofías más influyentes del mundo, fundada por Siddhartha Gautama, o el Buda, que vivió en el siglo V a. C..
Los cambios axiales de Jaspers incluyeron el surgimiento del platonismo (siglo IV a. C.), que más tarde se convertiría en una gran influencia en el mundo occidental a través del cristianismo y el pensamiento secular a lo largo de la Edad Media y en el Renacimiento.

## Recepción en el mundo académico
Además de Jaspers, el filósofo Eric Voegelin se refirió a esta era como El Gran Salto del Ser, que constituye un nuevo despertar espiritual y un cambio de percepción de los valores sociales a los individuales. Pensadores y maestros como Buda, Pitágoras, Heráclito, Parménides y Anaxágoras contribuyeron a tales despertares que Platón llamaría más tarde anamnesis o recuerdo de cosas olvidadas.
David Christian señala que las primeras "religiones universales" aparecieron en la era de los primeros imperios universales y de las primeras redes comerciales que lo abarcan todo.
El antropólogo David Graeber ha señalado que "el período central de la era axial de Jasper" corresponde casi exactamente al período en el que se inventó la acuñación. Es más, las tres partes del mundo donde se inventaron las monedas por primera vez fueron también las mismas partes del mundo donde vivían esos sabios; de hecho, se convirtieron en los epicentros de la creatividad religiosa y filosófica de la Era Axial. Basándose en el trabajo del clasicista Richard Seaford y del teórico literario Marc Shell sobre la relación entre la acuñación y el pensamiento griego temprano, Graeber sostiene que es necesario comprender el auge de los mercados para captar el contexto en el que las ideas religiosas y filosóficas de la era axial. Sostiene que el efecto último de la introducción de la acuñación fue "una división ideal de esferas de la actividad humana que perdura hasta nuestros días: por un lado el mercado, por otro, la religión".
El sociólogo alemán Max Weber jugó un papel importante en el pensamiento de Jaspers. Shmuel Eisenstadt sostiene, en la introducción a The Origins and Diversity of Axial Age Civilizations, que el trabajo de Weber en su The Religion of China: Confucianism and Taoism, The Religion of India: The Sociology of Hinduism and Buddhism y Ancient Judaism proporcionó un trasfondo para la importancia del período, y señala paralelismos con la obra Order and History de Eric Voegelin. El reconocimiento más amplio del trabajo de Jaspers se produjo después de presentarse en una conferencia que se publicó en Daedalus en 1975, y la sugerencia de Jaspers de que el período fue únicamente transformador generó una discusión importante entre otros académicos, como Johann Arnason. En literatura, Gore Vidal en su novela Creación cubre gran parte de esta Era Axial a través de la perspectiva ficticia de un aventurero persa.
Shmuel Eisenstadt analiza las circunstancias económicas relacionadas con la llegada de la Era Axial en Grecia.
La historiadora religiosa Karen Armstrong exploró el período en su La gran transformación, y la teoría ha sido el foco de conferencias académicas.
El uso del término se ha expandido más allá de la formulación original de Jaspers. Yves Lambert sostiene que la Ilustración fue una Segunda Edad Axial, incluidos pensadores como Isaac Newton y Albert Einstein, en la que las relaciones entre la religión, el secularismo y el pensamiento tradicional están cambiando.
En 2006, Diarmaid MacCulloch llamó a la tesis de Jaspers "un monstruo holgado, que trata de agrupar todo tipo de diversidades en cuatro civilizaciones muy diferentes, solo dos de las cuales tuvieron mucho contacto entre sí durante los seis siglos que (después de los ajustes) finalmente identificó entre los años 800 y 200 a. C.".
En 2013, aparece otra crítica integral en el libro Convenient Myths: The Axial Age, Dark Green Religion y the World That Never Was de Iain Provan.
En 2018, al contrario de Suzuki y Provan, y similar a Whitaker, Stephen Sanderson publicó otro libro que trataba de alguna manera con la era axial y sus contribuciones religiosas, argumentando que las religiones y el cambio religioso en general son esencialmente adaptaciones biosociales a entornos cambiantes.
El escritor Sánchez Dragó sostiene sobre la era axial: 

"El siglo VI antes de Cristo es el siglo de Buda, de Confucio, de Lao-Tsé, de Zaratustra, de los movimientos órficos, de Pitágoras, los presocráticos… Ese es el mejor momento de la Historia universal. Todo lo que sabemos se dijo en ese siglo y desde entonces el mundo está en continua decadencia."